# 助真

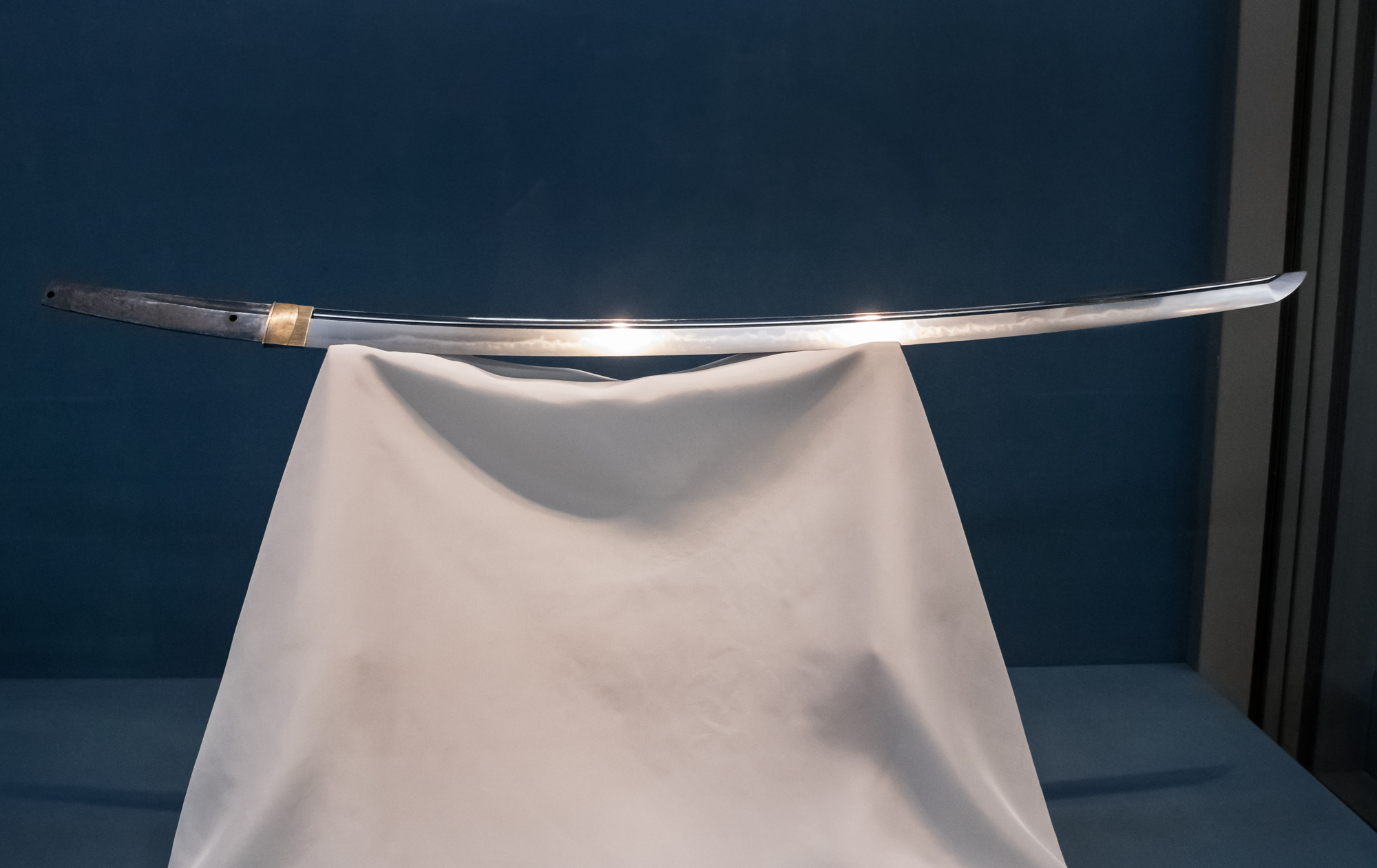
太刀 銘助真（日光助真） 国宝（日光東照宮蔵、東京国立博物館寄託）

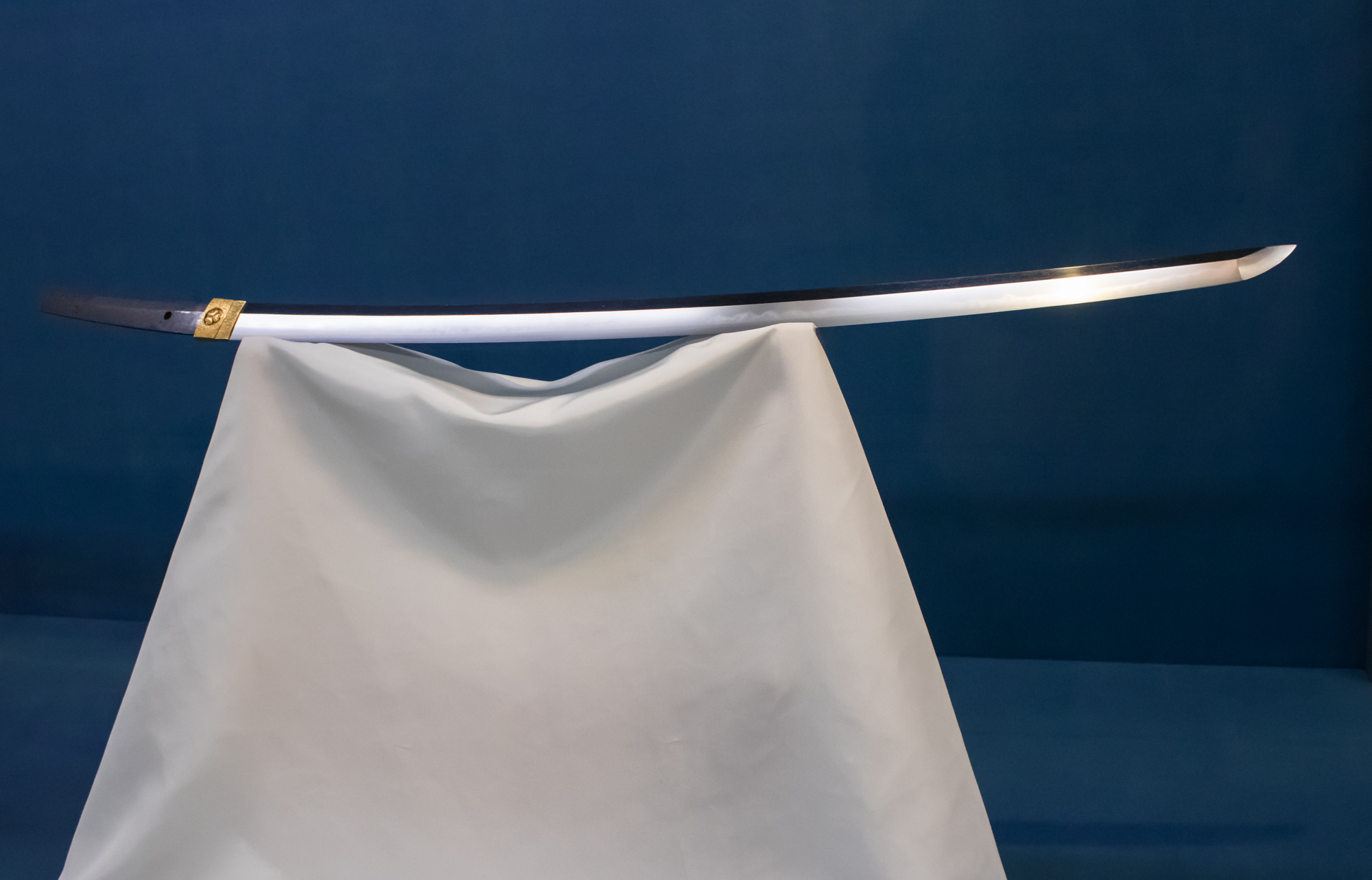
太刀 銘助真 国宝（東京国立博物館蔵）

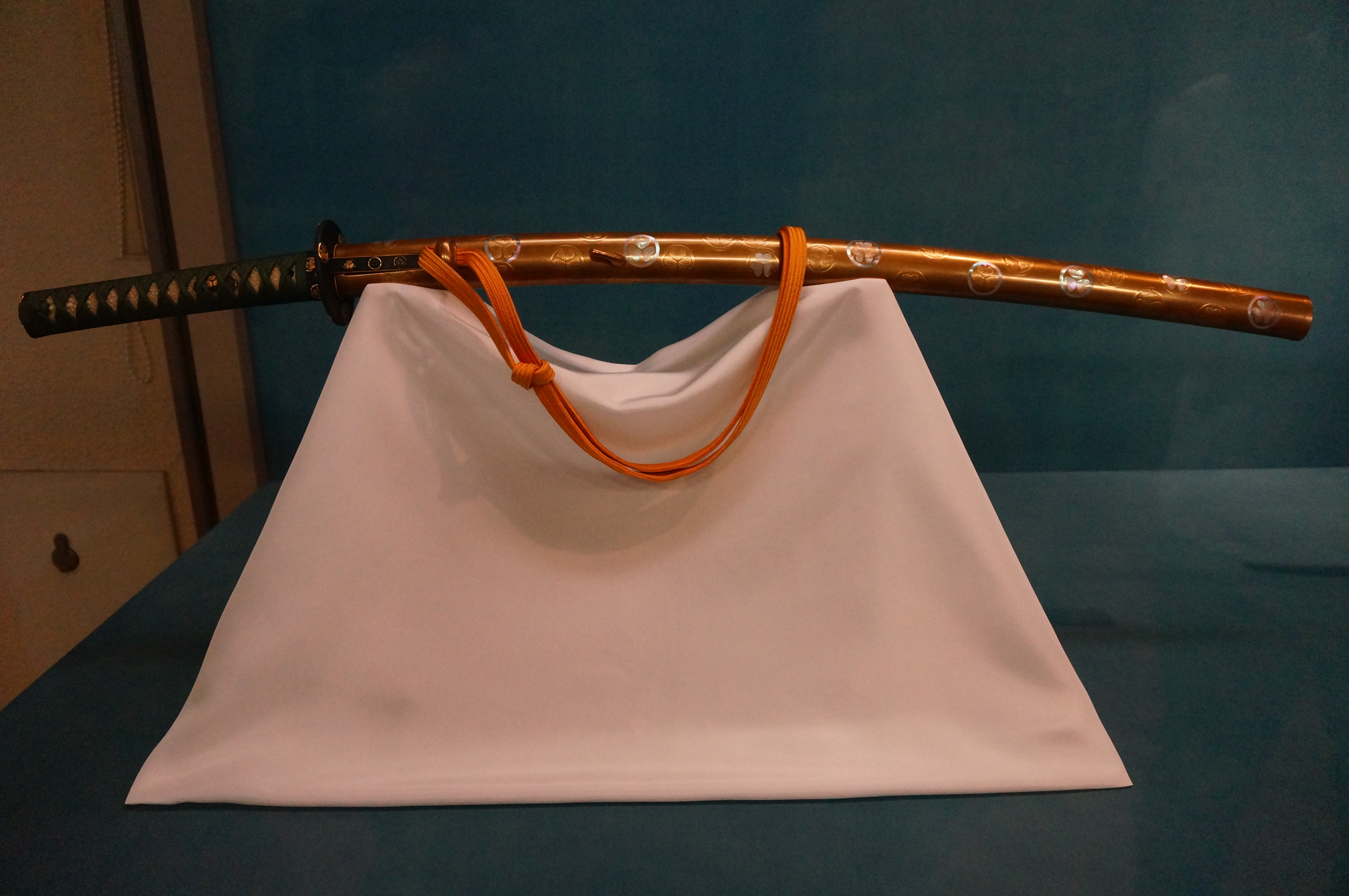
沃懸地葵紋螺鈿蒔絵打刀。上記の助真作の太刀用に紀州徳川家で製作された打刀様式の拵。江戸時代、19世紀、東京国立博物館蔵

助真（すけざね）は、鎌倉時代中期の備前国（現・岡山県）出身の刀工。生没年不詳。藤源次助眞とも呼ばれる。福岡一文字派に属し、助成の子という。文永3年（1266年）頃に相模国（現・神奈川県）鎌倉山内に下向して「鎌倉一文字」を興し、相州鍛冶の基礎を築いた。吉房・則房と並ぶ華麗な作風。

## 概要
助真は鎌倉時代の備前一文字派を代表する刀工である。一文字派は、吉井川下流の福岡荘に居住したことから「福岡一文字」とも呼ばれ、銘字に個別の刀工名を切るもののほかに、単に「一」とのみ銘するものがあることから、一文字派と呼ばれる。鎌倉時代中期には吉房、則房、助真らの名工を輩出し、いずれも華麗な丁子乱れの刃文を特色とするが、助真は一派のなかでももっとも豪壮で覇気のある作風を示す。惟康親王の鎌倉幕府７代将軍就任に合わせて招かれ、備前から鎌倉郡山内郷の１つ、沼浜郷（現在の逗子市沼間）へ移り住み相州（相模）鍛冶の祖となったという所伝から「鎌倉一文字」と称された。
相州鍛冶の実質的な祖とみなされるのは国光（新藤五国光）であるが、古伝書には国光の親または師にあたる刀工として、京の粟田口国綱、備前三郎国宗、それに一文字助真の3説がある。観智院本『銘尽』は相州鍛冶の系譜として2種類の系図を掲げているが、このうち「相模鍛冶系図」は助真を国光の親または師とする。『喜阿弥本銘尽』も助真を相模の鍛冶としている。
備前刀の作風（備前伝）の特色の一つに、刃文が匂（におい）主体（匂出来）となることがあるが、助真の作風は、徳川家康の指料として名高い「日光助真」にみられるように、沸（にえ）勝ちのものである。助真の作刀については、備前風の強いものを「備前打」、それより派手な作風のもの（徳川美術館蔵太刀など）を「鎌倉打」とする見方もある。なお、刀剣研究者の小笠原信夫は、助真にみられる丁子乱れの刃文は備前特有のものであり、相州鍛冶との関連は考えにくいとしている。

## 作品
国宝・重要文化財指定物件は以下のとおり。

### 国宝
- 太刀 銘助真（栃木・日光東照宮蔵）1910年重文指定、1951年国宝指定。徳川家康の指料で、日光助真と呼ばれ有名。
- 太刀 銘助真（東京国立博物館蔵）1935年重文指定、1953年国宝指定。紀州徳川家に伝来。

### 重要文化財
- 刀 無銘伝助真（埼玉・竜門寺蔵）1920年指定
- 太刀 銘助真（岡山・林原美術館蔵）1933年指定
- 刀 無銘伝助真（所在不明）1936年指定
- 太刀 銘助真（岩手県立博物館蔵）1939年指定
- 刀 無銘助真（愛知・徳川美術館蔵）1954年指定
- 刀 無銘助真（京都国立博物館蔵）1956年指定。牧野家伝来とされ、鞘書に備後守成貞が将軍綱吉から拝領とある。
- 太刀 銘助真（所在不明）1956年指定
- 太刀 無銘伝助真（東京・個人蔵）1956年指定
- 太刀 銘助真（東京・三井記念美術館蔵）1957年指定

※文化庁による文化財所在確認調査により所在不明とされた物件については「所在不明」とした（参照：国指定文化財（美術工芸品）の所在確認の現況について（平成29年5月27日））。